# Cirripectes alleni
Cirripectes alleni és una espècie de peix de la família dels blènnids i de l'ordre dels perciformes.

## Morfologia
- Els mascles poden assolir 6,5 cm de longitud total.[3][4]

## Reproducció
És ovípar.

## Hàbitat
És un peix marí de clima subtropical i associat als esculls de corall que viu entre 3-15 m de fondària.

## Distribució geogràfica
Es troba al nord-oest d'Austràlia.